# Marlies Verschuuren
Marlies Verschuuren (22 oktober 1992) is een Belgische voormalig handbalster.

## Levensloop
Verschuuren startte met handbal op 7-jarige leeftijd bij DHC Waasmunster. Met deze club dwong ze in 2011 de promotie af naar de eerste nationale en bereikte ze in 2015 de finale van de Beker van België. Ook werd ze dat jaar verkozen tot handbalster van het jaar. In 2019 maakte ze de overstap naar het Nederlandse V&L Geleen. Daarnaast maakte ze deel uit van de Belgisch nationaal team.
Verschuuren studeerde bio-ingenieurswetenschappen aan de universiteit Gent en behaalde een PhD biomedische wetenschappen aan de Universiteit Antwerpen. Haar zus Clara is eveneens actief in het handbal. Hun vader Mario is voorzitter van DHC Waasmunster.